# 3398 Штаттмайєр
3398 Штаттмайєр (3398 Stättmayer) — астероїд головного поясу, відкритий 10 серпня 1978 року.
Тіссеранів параметр щодо Юпітера — 3,450.